# 邁克爾·埃利斯
邁克爾·埃利斯爵士，KBE（英語：Sir Michael Ellis，1967年10月13日—）是一位英格蘭政治人物，他的黨籍是保守黨。他出生在一個猶太人家庭。自2010年5月開始，他擔任北北安普敦選區選出的英國下議院議員。後於2019年7月就任英格蘭及威爾斯副檢察長，並在正任蘇拉·布拉弗曼於2021年放產假時署理檢察總長，故始列席內閣會議。2021年9月16日出任財政部主計長，2022年2月8日出任內閣辦公室部長。